# Springfield Armory
El Springfield Armory, situado en la ciudad de Springfield, Massachusetts, fue, desde 1777 hasta que fue cerrado en 1968, el centro principal de la fabricación de armas de fuego para el ejército estadounidense. Desde su clausura durante la guerra de Vietnam, el Springfield Armory ha sido transformado en el único parque nacional de Massachusetts del oeste, y tiene una de las colecciones de armas de fuego históricas más grandes  del mundo.